# گارسیلاسو دو لا وگا

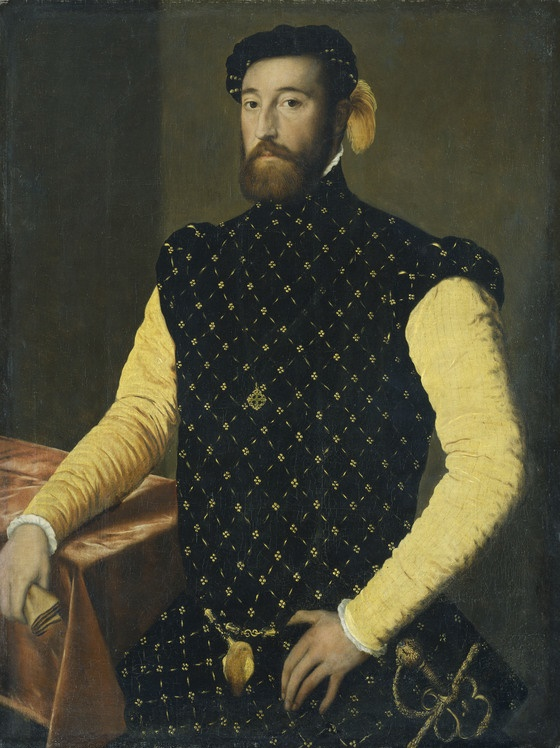
پرتره احتمالی Garcilaso de la Vega ، توسط نویسنده ناشناخته (گالری نقاشی کسل).

گارسیلاسو دو لا وگا ( تولد ، بین سال ۱۴۹۸ - شاید چند سال زودتر از سال ۱۴۹۱ - تا ۱۵۰۳ - نیس ، دوشس ساووی ، ۱۴ اکتبر ۱۵۳۶) ، معروف به Garcilaso de la Vega ، وی شاعر و اسپانیایی نظامی عصر طلایی بود.

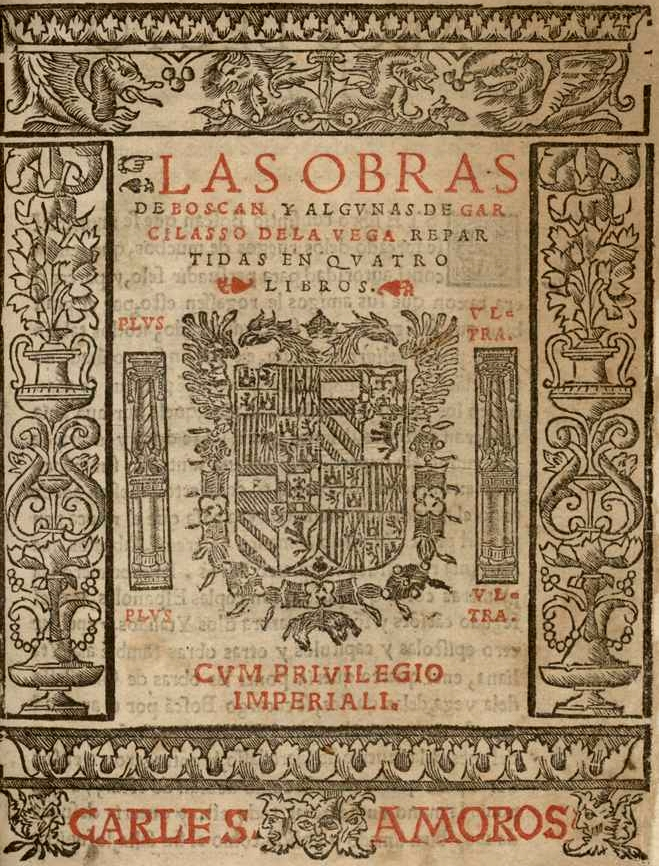
جلد آثار Boscán و برخی از Garcilaso de la Vega به چهار کتاب تقسیم شده است ، بارسلونا ، کارلوس آموروس ، 1543.